# بادي هارمان
بادي هارمان (بالإنجليزية: Buddy Harman)‏ هو موسيقي أمريكي، ولد في 23 ديسمبر 1928 في ناشفيل في الولايات المتحدة، وتوفي بنفس المكان في 21 أغسطس 2008.

## وصلات خارجية
- بادي هارمان على موقع ميوزك برينز (الإنجليزية)
- بادي هارمان على موقع ديسكوغز (الإنجليزية)